# 39 (číslo)
Třicet devět je přirozené číslo. Následuje po číslu třicet osm a předchází číslu čtyřicet. Řadová číslovka je třicátý devátý nebo devětatřicátý. Římskými číslicemi se zapisuje XXXIX.

## Matematika
Třicet devět je
- součet pěti po sobě následujících prvočísel (3 + 5 + 7 + 11 + 13)
- součet prvních tří mocnin čísla 3 ({\displaystyle 3^{1}+3^{2}+3^{3}})
- nejmenší přirozené číslo, které lze třemi způsoby rozdělit na tři části, které dávají stejný součin, když se vynásobí: {25, 8, 6}, {24, 10, 5}, {20, 15, 4}

## Chemie
- 39 je atomové číslo yttria
- nukleonové číslo nejběžnějšího izotopu draslíku.
- neexistuje stabilní nuklid s tímto neutronovým číslem, nejstabilnější z nich je 71Ge s poločasem přeměny 11,43 dní[1]

## Umění
- 39 je název písně z alba Bloodflowers anglické hudební skupiny The Cure
- 39 je také název písně z alba A Night at the Opera britské skupiny Queen

## Ostatní
- počet zakázaných prací o šabatu podle halachy
- počet knih ve Starém zákonu podle protestantů
- počet podpisovatelů ústavy Spojených států amerických
- čas v ns, při kterém proběhla reakce Car-bomby, nejsilnější zbraně, která kdy byla odpálena
- počet raket Scud, které odpálil Irák na Izrael při válce v Zálivu v roce 1991
- internetový japonský slangový výraz pro "thank you" (anglicky "děkuji") – 3=san, 9=kyu
- ve věku 39 let vkročil Neil Armstrong na Měsíc a 39 let bylo Malcolmovi X a Martinu Lutheru Kingovi, když na ně byl spáchán atentát
- +39 je mezinárodní telefonní předvolba Itálie

## Roky
- 39
- 39 př. n. l.
- 1939